# Уэстленд (Мичиган)
Уэстленд (англ. Westland) — город в США в округе Уэйн штата Мичиган. 
Западный пригород Детройта, расположен примерно в 29 км к западу от центра Детройта. По состоянию на 2022 год, население города составляло 84 037 человек.

## География
По данным Бюро переписи населения США, общая площадь города составляет 20,45 квадратных миль (52,97 км²), из которых 20,43 квадратных миль (52,91 км²) занимает суша, а 0,02 квадратных мили (0,05 км²) — вода.